# Хинтермайер, Райнольд
Райнольд Хинтермайер (нем. Reinhold Hintermaier; род. 14 февраля 1956, Альтхайм, Верхняя Австрия) — австрийский футболист, нападающий.
Прежде всего известен выступлениями за клубы «Линц» и «Нюрнберг», а также национальную сборную Австрии.

## Клубная карьера
Во взрослом футболе дебютировал в 1973 году выступлениями за команду клуба «Линц», в которой провёл шесть сезонов, завоевав титул чемпиона Австрии.
Своей игрой за эту команду привлёк внимание представителей тренерского штаба немецкого клуба «Нюрнберг», к составу которого присоединился в 1979 году. Отыграл за нюрнбергский клуб следующие пять сезонов своей игровой карьеры. Большую часть времени, проведённого в составе «Нюрнберга», был основным игроком атакующего звена команды.
Впоследствии с 1984 по 1993 год играл в составе команд других немецких клубов, «Айнтрахт» (Брауншвейг) и «Саарбрюкен».
Завершил профессиональную игровую карьеру в клубе «Нюрнберг», в составе которого уже выступал ранее. Пришёл в команду в 1994 году, защищал её цвета до прекращения выступлений на профессиональном уровне в 1995 году.

## Выступления за сборную
В 1978 году дебютировал в официальных матчах в составе национальной сборной Австрии. В течение карьеры в национальной команде, которая длилась 5 лет, провёл в форме главной команды страны 15 матчей, забив 1 гол.
В составе сборной был участником чемпионата мира 1982 года в Испании.

## Титулы и достижения
- Чемпион Австрии (1):

«Линц»: 1973/74